# Hiba Abu Nada
Hiba Kamal Abu Nada (هبة كمال أبو ندى, DMG Hiba Kamāl Abū Nadā, im englischen Sprachraum auch Heba Abu Nada; geb. 24. Juni 1991; gest. 20. Oktober 2023 in Chan Yunis) war eine palästinensische Schriftstellerin. Ihr Roman الأكسجين ليس للموتى, DMG al-Uksiǧīn laysa li-l-mawtā (englische Übersetzung: Oxygen is not for the dead, deutsch: Sauerstoff ist nicht für die Toten) gewann 2017 den zweiten Platz beim Sharjah Award for Arab Creativity. Sie starb durch einen israelischen Luftangriff.

## Leben
Abu Nada wurde am 24. Juni 1991 in Mekka, Saudi-Arabien, als ältestes Kind einer Familie palästinensischer Flüchtlinge geboren, die durch die Entvölkerung des Dorfes Bayt Jirja durch israelische Streitkräfte während der Nakba vertrieben wurden. Sie erhielt einen Bachelor-Abschluss in Biochemie von der Islamischen Universität Gaza und einen Master-Abschluss in klinischer Ernährung von der al-Azhar-Universität Gaza.
Als Schriftstellerin in Gaza behandelte sie Themen wie Gerechtigkeit, den Arabischen Frühling und die Realitäten palästinensischen Lebens unter der israelischen Besatzung. Sie schrieb lyrische Theaterstücke über Palästina, war Mitautorin der Gedichtbände Abjadiet Alqied Al-Akheer, Gaza Poet und Al-Asef Al-Ma’koul und gewann diverse lokale Preise. Ihr Roman al-Uksidschīn laysa li-l-mawtā (englisch ‘Oxygen is not for the dead’) gewann 2017 den zweiten Platz beim 20. jährlichen Sharjah Award for Arab Creativity der Vereinigten Arabischen Emirate. Das Buch zeichnet die Proteste im Jahr 2011 in der arabischen Welt nach und wurde 2021 von Dar Diwan neu veröffentlicht.
Nach Ausbruch des Kriegs in Israel und Gaza 2023 schrieb sie Gedichte über die Situation im Gazastreifen und veröffentlichte Einzeiler in Social-Media-Posts. Dadurch erlangte sie laut Financial Times internationale Aufmerksamkeit.
Am 20. Oktober 2023 wurde die 32-jährige Abu Nada mit ihrem Sohn in Chan Yunis im südlichen Gazastreifen durch einen israelischen Luftangriff getötet. Über ihren Tod berichteten neben der Financial Times Zeitungen wie Haaretz, der Observer und die Washington Post; sie zitierten dabei insbesondere ein Gedicht, das Abu Nada zwölf Tage vor ihrem Tod in ihrem letzten Tweet auf der Plattform X veröffentlicht hatte. Weitere Gedichte von ihr erschienen in englischer Übersetzung in dem Literaturmagazin Words Without Borders, im Rahmen einer Serie über palästinensische Literatur. Bei einer Veranstaltung von „Writers Against the War on Gaza“ im Januar 2024 in New York zum Gedenken an im Gaza-Krieg getötete Autoren und Journalisten wurde ihr Gedicht I Grant You Refuge verlesen.
Im Sommer 2024 benannten Studenten und Studentinnen an der Freien Universität Berlin ein Protestcamp nach Abu Nada. Im September 2024 präsentierte Ghayath Almadhoun Gedichte von Abu Nada beim Internationalen Literaturfestival in Berlin im Rahmen seines auf palästinensische Lyriker fokussierten Abends „In the Presence of Absence“.
Im Mai 2025 unterzeichneten über 300 anglophone Autoren, darunter Zadie Smith, Jeanette Winterson, Ian McEwan, Russell T Davies, Hanif Kureishi, Frank Cottrell-Boyce, Irvine Welsh und George Monbiot, sowie 300 frankophone Autoren, darunter Leïla Slimani, J.M.G. Le Clézio, Annie Ernaux, Virginie Despentes, Mohamed Mbougar Sarr und Patrick Modiano offene Briefe, die sich den Erkenntnissen zahlreicher internationaler Juristen und Menschenrechtsorganisationen anschlossen – und mit Abu Nadas Gedicht „Ein Stern sagte gestern“ begannen. Die offenen Briefe verurteilten das israelische Vorgehen im Gazastreifen, betonen, dass der Begriff ‚Genozid‘ zur Beschreibung der Geschehnisse in Gaza unter Juristen und Menschenrechtsorganisationen kein Diskussionsthema mehr war und forderten eine sofortige Waffenruhe und die uneingeschränkte Verteilung von Lebensmitteln und medizinischer Hilfe. In ihrem Gedicht hatte Abu Nada sich für die Bewohner von Gaza einen kosmischen Schutzraum vorgestellt, der das Gegenteil der existenziellen Gefahr war, der sie ausgesetzt waren – einen universellen Schutzraum, in dem sie nicht länger, wie seit Jahrzehnten, von der Menschheit ausgeschlossen wären.

## Werke (Auswahl)
- al-Uksidschīn laysa li-l-mawtā (الأكسجين ليس للموتى). Dāʾirat aṯ-Ṯaqāfa, Schardscha 2017, ISBN 978-9948-23-314-5; Dar Diwan 2021, ISBN 978-9921-758-03-0.[34]

### In deutscher Übersetzung
- Hiba Abu Nada – Deutsch. In: gazapassages.com.

### In englischer Übersetzung
- Hiba Abu Nada (übersetzt von Huda Fakhreddine): “Pull Yourself Together” and “Seven Skies for the Homeland”. In: Words Without Borders.
- Hiba Abu Nada: Your Vow is True. In: Matthew Teller, Mahmoud Muna (Hrsg.): Daybreak in Gaza: Stories of Palestinian Lives and Culture. Saqi Books, 2024, ISBN 978-1-84925-070-2 (englisch, eingeschränkte Vorschau in der Google-Buchsuche).
- Hiba Abu Nada (übersetzt von Huda Fakhreddine): I Grant You Refuge. In: Protean Magazine. 3. November 2023.
- Hiba Abu Nada (übersetzt von Huda Fakhreddine): ‘Not Just Passing’: A Poem by Hiba Abu Nada. In: ArabLit. 27. November 2023.

### Lyrikanthologien
- Poems for Palestine: Recent poems by nine Palestinian poets & actions you can take to stop genocide now. Publishers for Palestine, 2024.
- Alan Morrison, Atef Alshaer (Hrsg.): Out of Gaza: New Palestinian Poetry. Smokestack Books, 2024. ISBN 978-1-73947-345-7.[35]